# 森永LOVE
森永LOVE（もりながラブ）とは、かつて森永製菓の100%子会社である森永キャンディーストア（のちレストラン森永）が運営していた、日本発祥のファーストフードチェーンである。1974年（昭和49年）12月に1号店を出店して事業開始。
キャッチフレーズは「おいしさ分け合おう!」。略称は「ラブ」。

## 概要
1970年代に開業したファーストフードチェーンのひとつで、製菓企業によるファーストフードチェーンは、他にロッテが創業したロッテリア、江崎グリコが創業したグリコアがある。また兄弟会社に森永乳業があるが、日本発祥の乳業系ファーストフードチェーンは、明治乳業が創業した明治サンテオレ、雪印乳業が創業した雪印スノーピアがあった。
1974年（昭和49年）12月、東京都港区三田に1号店を出店。
東京23区を中心とする首都圏にドミナント出店し、最盛期には約50店舗を展開した。
メニューにはハンバーガー、アイスクリームなどがあり、当時珍しかったイングリッシュ・マフィンにツナフィリングとスライスチーズをサンドした「ツナマフィン」が人気メニューであった。
1996年に西武商事（現：西武リアルティソリューションズ）との提携を解消。新たに提携関係となったJT（日本たばこ産業）の資本力により、アメリカ第2位のバーガーキングとJTの合弁会社であるバーガーキングジャパンに買収され、森永LOVEの店舗はバーガーキングの店舗へ転換された。
しかしバーガーキングとJTの軋轢もあり、2001年にバーガーキングが日本から撤退する際に、店舗はロッテリアとファーストキッチンに売却された。

### 職制
森永LOVEの各店舗では、毎日の売り上げ目標が定められていた。その額は数字で記入するのではなく、1234567890の各数字を「CANDYSTORE」のアルファベットに置き換えて表記していた。これはレストラン森永の旧社名が「森永キャンデーストア」（森永ラブの運営は「森永キャンデーストアのファストフード事業部」）だったことに由来する。このため、80万ならOE、115万ならCCYというように記入された。
アルバイトは「フェロー」と呼ばれ、白地に緑色（1980年代中期に茶系に変更）のストライプ柄ユニフォームを着用し、胸部には格分けのハートマークバッジがあった。無い者は（開業初期は時給420円から）「トレーニー」、1つ「フェロージュニア♥」、2つ「フェローシニア♥♥」、3つが最高位「フォアマン♥♥♥」と呼ばれた。しかし時給差は上下それぞれ20～50円程度だった。
さらにパスタを扱う時代以降には「フェローリーダー」、店長業務が代行できる「サブマネージャー」という上位ランクが置かれた。これらはハートマークではなく社員（マネージャー：MGR）同等のネームプレートが支給され、特にサブマネージャーはMGRとほぼ同一の制服も支給された。MGRの本社進言で格が上がっていくが、前記の通り一律ではなく実力主義でランク付けしたことにより、やる気を引き出し活性化につなげた。
また、全店ではないが「フェローノート」という交換ノートのような雑記帳（時にはMGRも加筆）があり、主に一日の前半に勤務する大学生・主婦などと、後半に勤務する高校生などは職場での接点はないが、「フェローノート」を通じて交流することで、食事会やバブル時代ならではのスキーツアーなど、オフでも集まる店舗もあり、アルバイトの一体感を生むことに成功した。

## 店舗一覧

### 東京23区
- 港区
  - 三田店：1975年開店の1号店[1]。
  - プラザビル店：森永製菓本社のある森永プラザビル（港区芝）にあり、バーガーキングへの転換後も存続したが、ロッテリアへの譲渡時に閉店。跡地の一部区画はベーカリーカフェとなったが、のちに閉店している。
  - 六本木プラザビル店
  - 芝浦店
  - 新橋店
- 渋谷区
  - 渋谷店
  - 渋谷文化通り店
  - 原宿竹下通り店
  - 幡ヶ谷店
- 新宿区
  - 新宿センタービル店
  - 高田馬場さかえ通り店
  - 市ヶ谷店
- 中央区
  - 銀座店
  - 銀座三丁目店
  - 日本橋三丁目店
- 品川区
  - 大崎ニューシティ店
  - 五反田店
- 豊島区
  - 池袋店：サンシャイン通り[3]。サンシャインシティと同時期の1978年11月開店[3]。ロッテリア池袋東口店[4]として現存。
  - 池袋南店：西武百貨店池袋店並び、明治通り沿い。向かいに2階建てのダンキンドーナツがあった。
- 千代田区
  - 御茶ノ水店：バーガーキング→ロッテリアお茶の水駅前店[5]として現存。
- 目黒区：学芸大学店
- 世田谷区：成城店
- 中野区：中野店
- 杉並区：久我山店
- 足立区：北千住店
- 北区：豊島団地店：公団豊島五丁目団地内。サテライト店につき一部メニューのみ。

### 東京多摩地区
- 国立市：国立店
- 田無市（現・西東京市）：田無店
- 多摩市：桜ヶ丘店
- 調布市：調布店
- 八王子市：八王子横山町店
- 東久留米市：東久留米店
- 東村山市
  - 久米川店：西武鉄道久米川駅構内（改札外）。同駅南口ロータリー前にはサンテオレ久米川店もあった。

### 神奈川県
- 横浜市
  - 中区：伊勢佐木町店
  - 神奈川区：東神奈川店
  - 鶴見区：鶴見店
  - 港北区：菊名店、綱島店、白楽店
  - 港南区
    - 上大岡店：バーガーキング→ロッテリア上大岡店→ゼンショー売却後にゼッテリア上大岡店[6]へ転換。
    - 港南台店
- 川崎市川崎区
  - 川崎店：川崎駅東口、駅ビルBE。
- 横須賀市 : ショッパーズプラザ横須賀店
- 鎌倉市
  - 鎌倉店、大船店
- 藤沢市
  - 藤沢店：モスバーガー藤沢エスタ店[7]として現存。
- 相模原市：小田急相模原店
- 大和市：南林間店
- 小田原市：小田原店

### 埼玉県
- 大宮市（現・さいたま市）
  - 大宮店：そごう大宮店内。バーガーキング→ロッテリア大宮そごう店[8]→バーガーキング大宮西口店。
  - 東大宮店
- 上尾市：上尾店
- 川越市：本川越店

### 千葉県
- 船橋市
  - 船橋ららぽーと店
  - 中山競馬場店：中山競馬場内。いくつかの変遷を経て、モスバーガー →ファーストキッチン中山競馬場店（競馬開催時のみ開店）[9]。

### 京都府
- 新京極店

### 愛知県
- 犬山店：犬山キャスタ1階。閉店後はマクドナルドが長らく入居していたが、現在はカフェ・プロスペール[10]が入居。

### 三重県
- サンパーク店：松阪市「サンパーク」[11]内。

## メニュー
- ハンバーガー（80円→100円→120円）
- チーズバーガー（100円→120円→150円）
- フィッシュバーガー（120円→150円）
- カツバーガー（120円→150円）
- デラックスバーガー（180円→210円→230円）
- ベーコンエッグマフィン（朝のみ、120円→150円）
- ツナマフィン（120円→150円）
- ピザマフィン（120円→150円）
- ホットアップルパイ（120円→150円）
- フライドポテト（S：80円・L：120円→S：100円・L：150円→S：120円・L：180円）
- ディッシャーアイス各種（100円→120円→150円）
- ミルク（80円→100円→120円）
- ホットコーヒー（80円→120円→150円）
- ホットココア（100円→120円→150円）
- コーンポタージュ（100円→120円→150円）
- アイスコーヒー（S：100円・L：130円→S：130円・L：180円）
- サンキスト（オレンジ・グレープ、S：100円・L：130円→S：130円・L：180円）
- コカコーラ（S：100円・L：130円→S：130円・L：180円）
- シェイク（バニラ・ストロベリー・チョコ、120円→150円）

オープン当初なかった「新製品」
- チキンバーガー（150円）
- フルーツカクテル（120円）
- コールスロー（120円）※サラダと呼称
- ソフトサラミマフィン（150円）
- リブステーキサンド（230円）
- ベーコンオムレツバーガー
- シャウエッセンチリバーガー
- 鮭ライスバーガー
- いか明太ライスバーガー
- 厚焼き玉子ライスバーガー
- ヘルシーバーガー
- ヌーボーバーガー
- たまご粥
- パスタ各種

ほか

## メディアへの登場
- TBSのテレビドラマ『3年B組金八先生』シリーズでは北千住店が時折映り、岸田智史主演の『1年B組新八先生』では撮影舞台にも使われた。
- 2006年公開の日本映画『ヨコハマメリー』では、主人公の行きつけの伊勢佐木町店が、その背景に欠かせない存在として取り上げられた。
- 2007年公開の日本映画『バブルへGO!! タイムマシンはドラム式』では六本木店が再現された。